# Banner (Unix)
banner — це unix програма яка виводить текст, який представлений як аргумент програми в стилі ASCII art.
Існує два варіанти програми: одна виводить текст горизонтально (так, що він нормально читається з терміналу), інша виводить текст вертикально набагато більшим шрифтом (добре підходить для друку, особливо на барабанних принтерах). Текст відображається з використанням символу «#».
banner — також назва програми для MS-DOS, що дозволяла створювати великі плакати на матричних принтерах і мала можливість створення користувацьких шрифтів.

## Приклад виведення
Виведення програми banner в консолі:
```
 
$
 
banner
 
Hello!

 
#     #                                   ###

 
#     #  ######  #       #        ####    ###

 
#     #  #       #       #       #    #   ###

 
#######  #####   #       #       #    #    #

 
#     #  #       #       #       #    #

 
#     #  #       #       #       #    #   ###

 
#     #  ######  ######  ######   ####    ###

```

Безперервне відображення годин впродовж 1000 секунд:
```
 
$
 
repeat
 
1000
 
sh
 
-c
 
'( clear ; date +" %H.%M.%S" | xargs banner ; sleep 1)'

   
#     #####             #     #####          ####### #######

  
##    #     #           ##    #     #         #       #

 
# #    #                # #          #         #       #

   
#    ######             #     #####          ######  ######

   
#    #     #   ###      #    #         ###         #       #

   
#    #     #   ###      #    #         ###   #     # #     #

 
#####   #####    ###    #####  #######   ###    #####   #####

```

Одна літера надрукована вертикально в здійсненні Mac OS X:
```
$
 
banner
 
-w80
 
"a"

                         
#####

                       
######### 

                    
###############        ###

                   
################      ###### 

                  
##################     ######## 

                  
#####         #####    #########

                  
####           ####      ##  ### 

                  
###            ####           ## 

                  
###            ###            ## 

                  
###            ###           ### 

                   
####         ###           #### 

                     
#############################

                   
############################## 

                  
############################## 

                  
############################ 

                  
########################### 

                  
### 

                  
# 

                  
#

```

## Опції
```
banner
 
[
-w
 
ширина
]
 
зміст

```

За допомогою опції -w можна встановити ширину рядка.